# World Stadium
World Stadium (ワールドスタジアム) è una serie di videogiochi arcade sul baseball pubblicata da Namco alla fine del 1980 e del 1990 in Giappone.
- World Stadium (ワールドスタジアム) 1988 Namco System 1
- World Stadium '89 (ワールドスタジアム '89) 1989 Namco System 1
- World Stadium '90 (ワールドスタジアム '90) 1990 Namco System 1
- Super World Stadium (スーパーワールドスタジアム) 1991 Namco System 2
- Super World Stadium '92 (スーパーワールドスタジアム '92) 1992 Namco System 2
- Super World Stadium '93 (スーパーワールドスタジアム '93) 1993 Namco System 2
- Super World Stadium '95 (スーパーワールドスタジアム '95) 1995 Namco NB-1
- Super World Stadium '96 (スーパーワールドスタジアム '96) 1996 Namco NB-1
- Super World Stadium '97 (スーパーワールドスタジアム '97) 1997 Namco NB-1
- Super World Stadium '98 (スーパーワールドスタジアム '98) 1998 Namco System 12
- Super World Stadium '99 (スーパーワールドスタジアム '99) 1999 Namco System 12
- Super World Stadium 2000 (スーパーワールドスタジアム 2000) 2000 Namco System 12
- Super World Stadium 2001 (スーパーワールドスタジアム 2001) 2001 Namco System 12